# Le Perrier
Le Perrier és un municipi francès situat al departament de Vendée i a la regió de País del Loira. L'any 2007 tenia 1.797 habitants.

## Demografia

### Població
El 2007 la població de fet de Le Perrier era de 1.797 persones. Hi havia 716 famílies de les quals 176 eren unipersonals (84 homes vivint sols i 92 dones vivint soles), 272 parelles sense fills, 240 parelles amb fills i 28 famílies monoparentals amb fills.
La població ha evolucionat segons el següent gràfic:
Habitants censats

### Habitatges
El 2007 hi havia 1.016 habitatges, 731 eren l'habitatge principal de la família, 237 eren segones residències i 48 estaven desocupats. 998 eren cases i 12 eren apartaments. Dels 731 habitatges principals, 599 estaven ocupats pels seus propietaris, 123 estaven llogats i ocupats pels llogaters i 9 estaven cedits a títol gratuït; 3 tenien una cambra, 31 en tenien dues, 169 en tenien tres, 252 en tenien quatre i 276 en tenien cinc o més. 615 habitatges disposaven pel capbaix d'una plaça de pàrquing. A 309 habitatges hi havia un automòbil i a 371 n'hi havia dos o més.

### Piràmide de població
La piràmide de població per edats i sexe el 2009 era:
| Homes | Edats   | Dones |
| ----- | ------- | ----- |
| 0     | 95 o +  | 8     |
| 0     | 90 a 94 | 12    |
| 12    | 85 a 89 | 24    |
| 8     | 80 a 84 | 12    |
| 28    | 75 a 79 | 36    |
| 12    | 70 a 74 | 32    |
| 44    | 65 a 69 | 48    |
| 56    | 60 a 64 | 40    |
| 60    | 55 a 59 | 32    |
| 52    | 50 a 54 | 48    |
| 56    | 45 a 49 | 68    |
| 48    | 40 a 44 | 56    |
| 60    | 35 a 39 | 40    |
| 44    | 30 a 34 | 52    |
| 44    | 25 a 29 | 44    |
| 40    | 20 a 24 | 52    |
| 36    | 15 a 19 | 56    |
| 40    | 10 a 14 | 32    |
| 40    | 5 a 9   | 36    |
| 48    | 0 a 4   | 36    |

## Economia
El 2007 la població en edat de treballar era de 1.124 persones, 835 eren actives i 289 eren inactives. De les 835 persones actives 774 estaven ocupades (419 homes i 355 dones) i 61 estaven aturades (15 homes i 46 dones). De les 289 persones inactives 139 estaven jubilades, 66 estaven estudiant i 84 estaven classificades com a «altres inactius».

### Ingressos
El 2009 a Le Perrier hi havia 772 unitats fiscals que integraven 1.865,5 persones, la mediana anual d'ingressos fiscals per persona era de 16.803 €.

### Activitats econòmiques
Dels 100 establiments que hi havia el 2007, 2 eren d'empreses alimentàries, 5 d'empreses de fabricació d'altres productes industrials, 29 d'empreses de construcció, 15 d'empreses de comerç i reparació d'automòbils, 4 d'empreses de transport, 15 d'empreses d'hostatgeria i restauració, 4 d'empreses financeres, 10 d'empreses de serveis, 7 d'entitats de l'administració pública i 9 d'empreses classificades com a «altres activitats de serveis».
Dels 40 establiments de servei als particulars que hi havia el 2009, 1 era una oficina de correu, 1 una oficina bancària, 3 tallers de reparació d'automòbils i de material agrícola, 9 paletes, 3 guixaires pintors, 5 fusteries, 4 lampisteries, 3 electricistes, 4 perruqueries, 6 restaurants i 1 saló de bellesa.
Dels 4 establiments comercials que hi havia el 2009, 1 era una gran superfície de material de bricolatge, 2 fleques i 1 una botiga de material esportiu.
L'any 2000 a Le Perrier hi havia 48 explotacions agrícoles que ocupaven un total de 1.917 hectàrees.

## Equipaments sanitaris i escolars
L'únic equipament sanitari que hi havia el 2009 era una farmàcia.
El 2009 hi havia 2 escoles elementals.

## Poblacions més properes
El següent diagrama mostra les poblacions més properes.